# Maneiro (municipalité)
Pour les articles homonymes, voir Maneiro.
Maneiro est l'une des onze municipalités de l'État de Nueva Esparta au Venezuela, située sur l'île de Margarita. Son chef-lieu est Pampatar. En 2011, la population s'élève à 48 952 habitants.

## Géographie
La municipalité possède une seule paroisse civile et une parroquia capital, traduite ici par « capitale » (en italiques et suivie d'une astérisque) avec, chacune à sa tête, une capitale (entre parenthèses) : 
- Aguirre (El Pilar) ;
- Capitale Maneiro * (Pampatar).